# Aéroport de Lanzarote
L'aéroport de Lanzarote (code IATA : ACE • code OACI : GCRR) dessert l'île espagnole de Lanzarote, dans la communauté autonome des Îles Canaries. Il dispose d'une piste de 2 400 mètres, de deux terminaux de passagers, d'un terminal d'aviation générale et d'un terminal de fret. Il est situé dans la ville de San Bartolomé et à 5 km au sud-ouest d'Arrecife, la capitale de l'île.

## Localisation
| \| 20 km1:4 805 000 \| El Hierro Fuerteventura Gran Canaria La Gomera La Palma Lanzarote Tenerife-Nord Tenerife-Sud |
| 20 km1:4 805 000 |

## Galerie

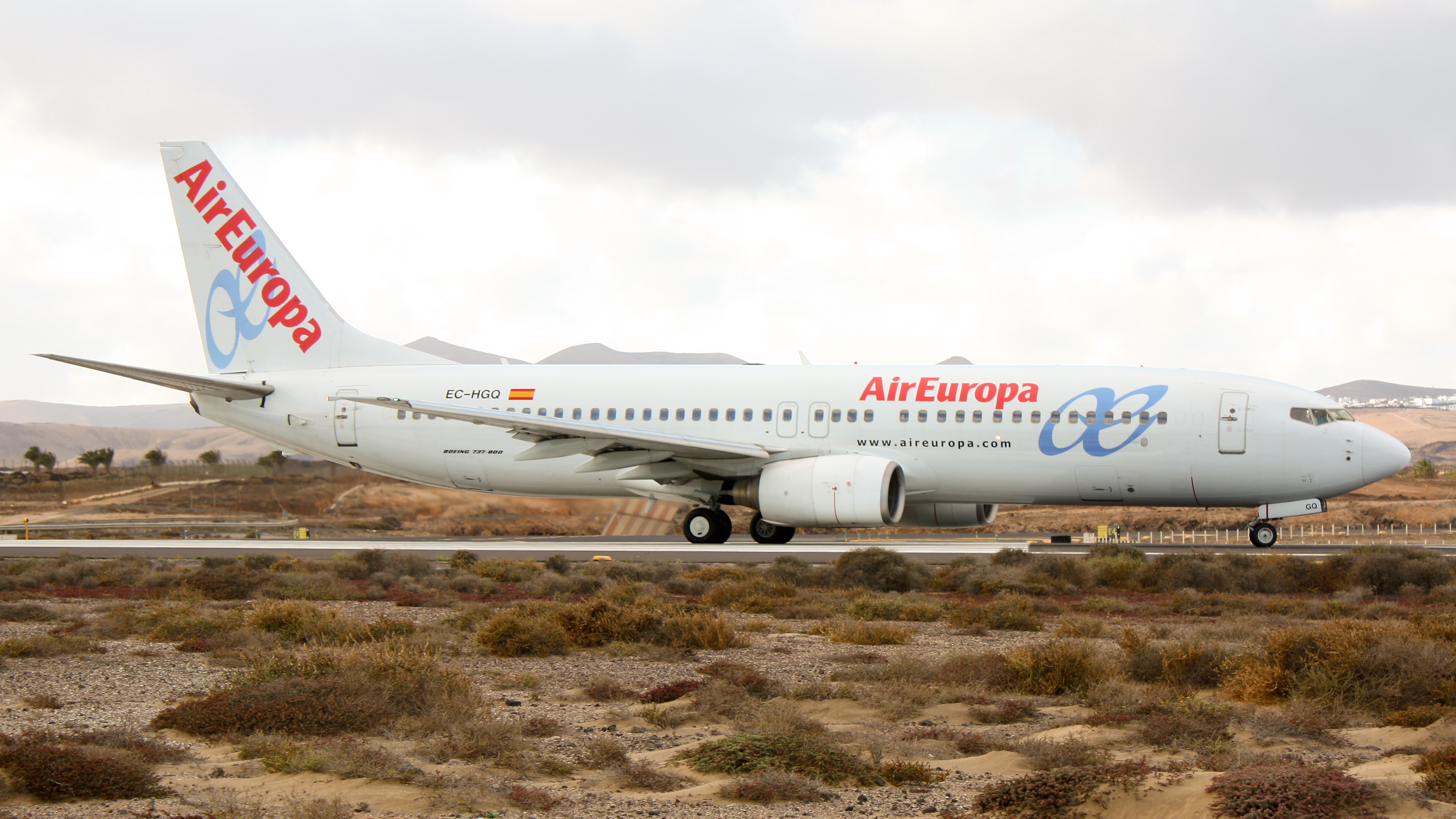
Un Boeing 737-800 de Air Europa sur une voie de circulation.
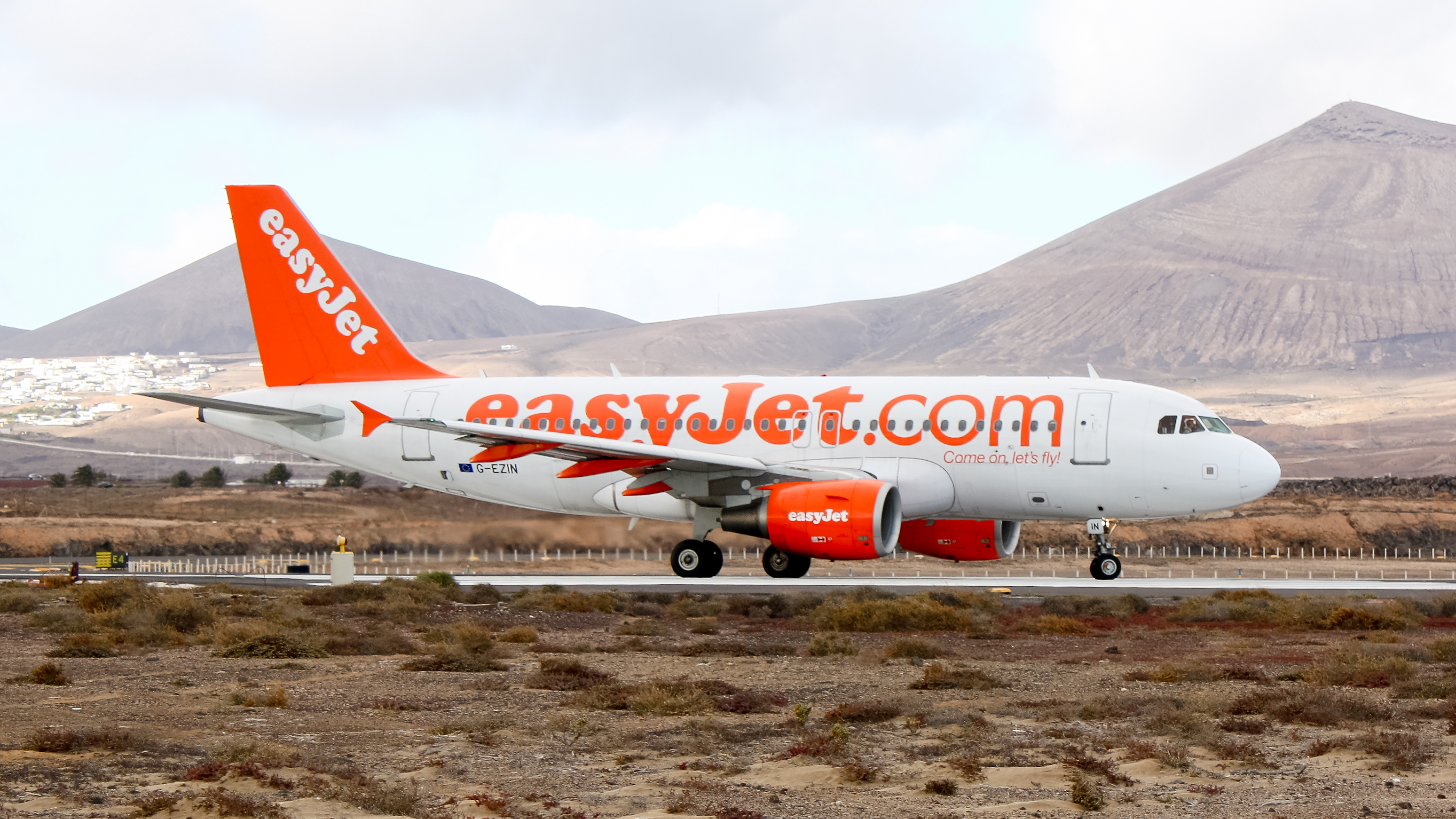
Un Airbus A319 d'EasyJet sur une voie de circulation.
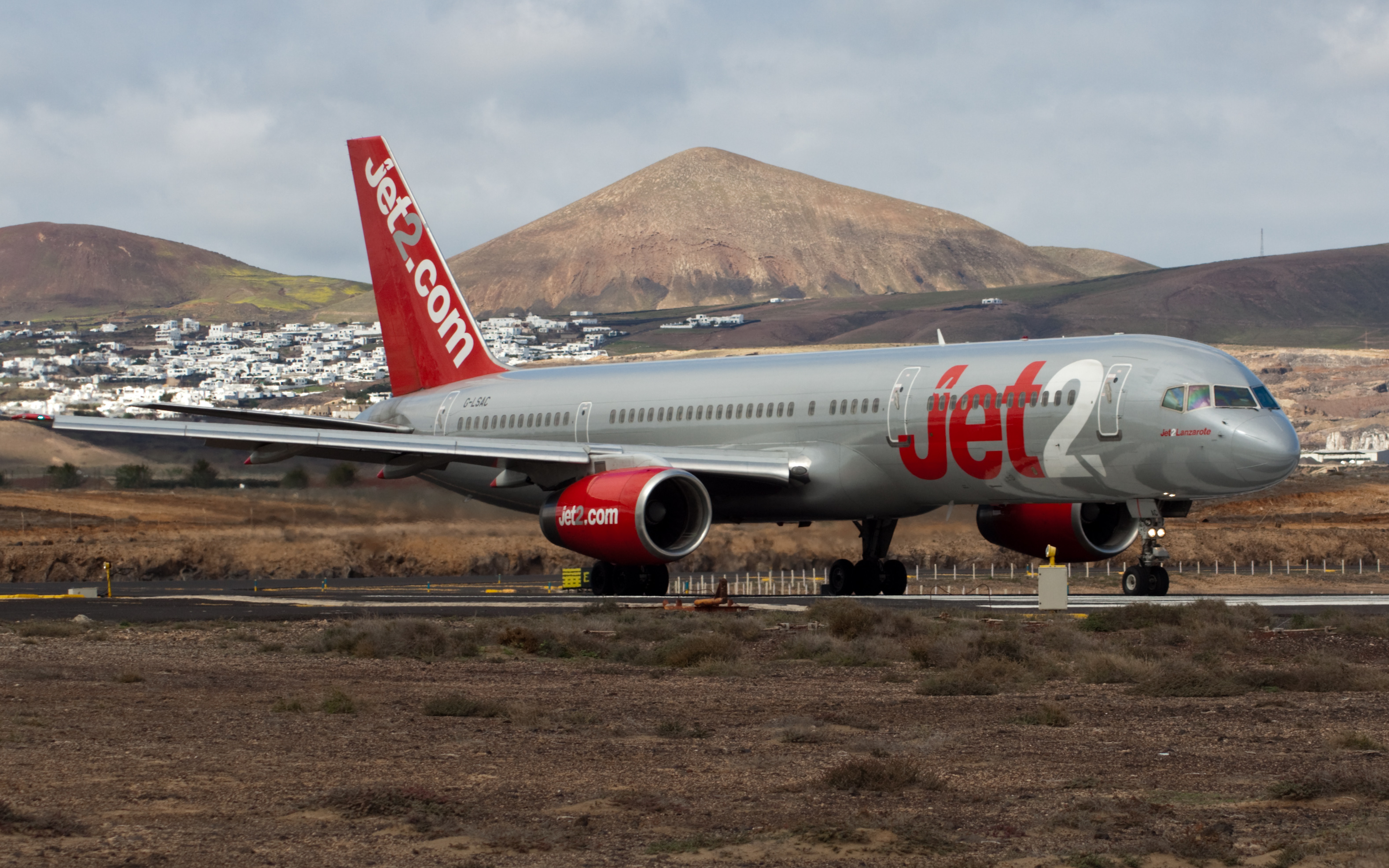
Un Boeing 757-200 de Jet2.com sur une voie de circulation.
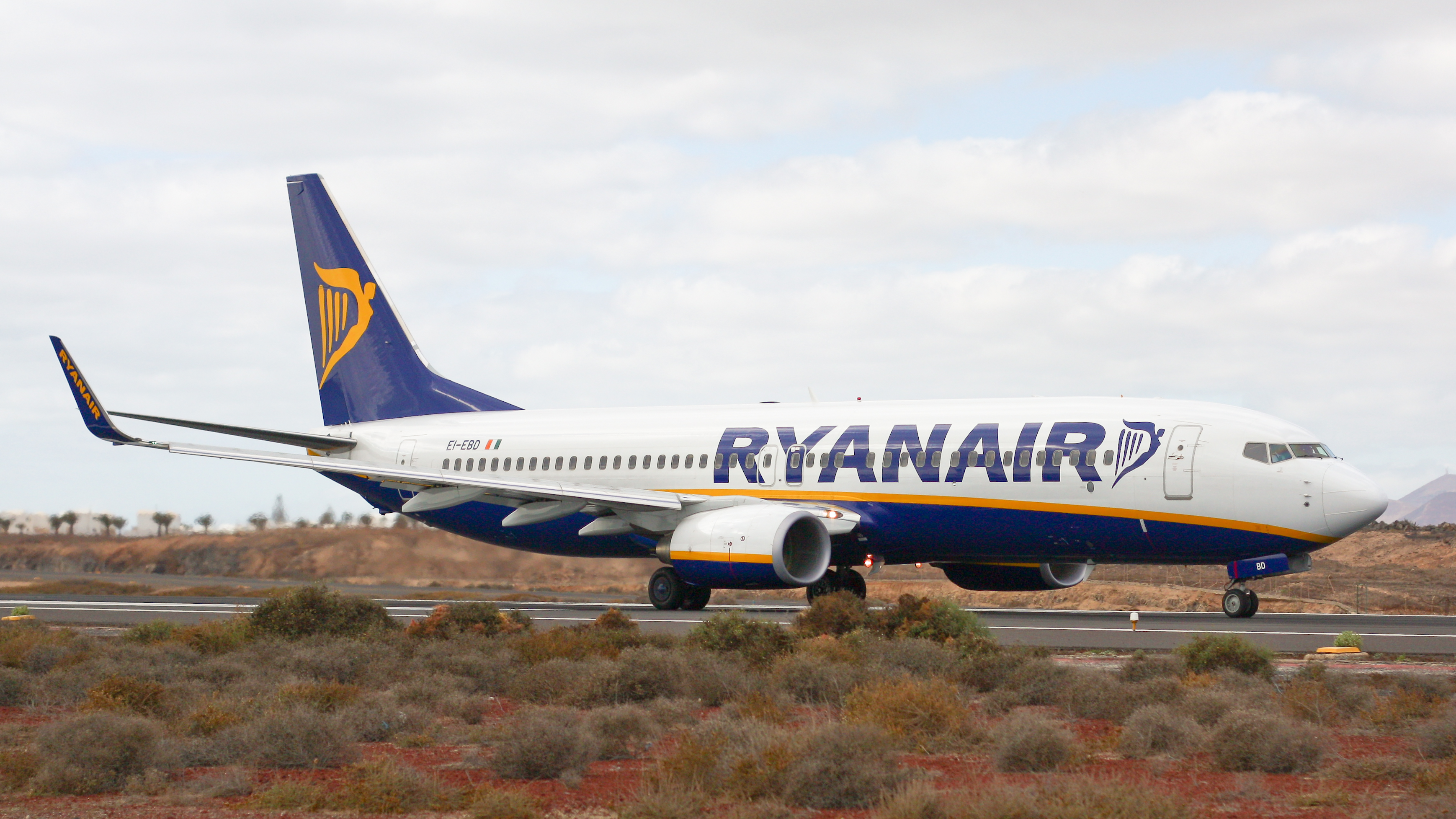
Un Boeing 737-800 de Ryanair sur une voie de circulation.

## Compagnies aériennes et destinations
| Compagnies              | Destinations |
| ----------------------- | --- |
| Aer Lingus              | Cork, Dublin |
| Air Europa              | Bilbao, Madrid-Barajas En saison : Barcelone-El Prat, Saint-Jacques-de-Compostelle |
| Austrian Airlines       | Vienne-Schwechat |
| Binter Canarias         | Guelmim, La Palma, Las Palmas/Gran Canaria, Ténériffe-Nord En saison: Madère-C. Ronaldo |
| British Airways         | Londres-Gatwick |
| Brussels Airlines       | Bruxelles-National |
| CanaryFly               | Las Palmas/Gran Canaria, Ténériffe-Nord |
| Condor                  | Düsseldorf, Francfort, Hambourg-H.-Schmidt, Munich-F. J. Strauß En saison: Leipzig/Halle, Stuttgart |
| Corendon Dutch Airlines | En saison: Amsterdam |
| Discover Airlines       | Francfort |
| easyJet                 | - Berlin-Brandebourg, - Bordeaux-Mérignac, - Bristol, - Édimbourg, - Liverpool-J.-Lennon, - Londres-Gatwick, - Londres-Luton, - Lyon-Saint-Exupéry, - Manchester, - Milan-Malpensa, - Nantes-Atlantique, - Paris-Charles de Gaulle En saison : Amsterdam, Belfast, Nice-Côte d'Azur |
| easyJet Switzerland     | Bâle-Mulhouse En saison: Genève-Cointrin |
| Edelweiss Air           | Zurich |
| Eurowings               | En saison: Berlin-Brandebourg, Cologne/Bonn-K. Adenauer, Düsseldorf, Hambourg-H.-Schmidt, Stuttgart |
| Eurowings Discover      | En saison: Francfort, Munich-F. J. Strauß |
| Finnair                 | En saison : Helsinki-Vantaa |
| Iberia                  | Séville-San Pablo En saison: Malaga-Costa del Sol, Valence, Valladolid, Vigo-Peinador |
| Iberia Express          | Madrid-Barajas |
| Jet2.com                | - Belfast, - Birmingham, - Bristol, - East Midlands, - Édimbourg, - Glasgow, - Leeds-Bradford, - Londres-Stansted, - Manchester, - Newcastle |
| Luxair                  | Luxembourg-Findel |
| Marabu                  | Munich-F. J. Strauß |
| Neos                    | En saison : Milan-Malpensa |
| Norwegian Air Shuttle   | En saison charter : Bergen, Oslo-Gardermoen |
| Ryanair                 | - Barcelone-El Prat, - Bergame-Orio al Serio, - Berlin-Brandebourg, - Birmingham, - Bratislava-M. R. Štefánik, - Bristol, - Charleroi Bruxelles-Sud, - Cork, - Dublin, - East Midlands, - Édimbourg, - Glasgow Prestwick, - Leeds-Bradford, - Londres-Luton, - Londres-Stansted, - Madrid-Barajas, - Manchester, - Newcastle, - Saint-Jacques-de-Compostelle, - Séville-San Pablo, - Shannon, - Turin S.-Pertini (Caselle), - Venise - Marco Polo En saison : - Alicante-Elche, - Bologne-Borgo Panigale, - Bournemouth, - Budapest-Ferenc Liszt, - Cologne/Bonn-K. Adenauer, - Francfort-Hahn, - Knock-Irlande Ouest, - Liverpool-J.-Lennon, - Marseille-Provence, - Memmingen, - Rome Léonard-de-Vinci/Fiumicino, - Vienne-Schwechat, - Weeze |
| Scandinavian Airlines   | En saison charter : Oslo-Gardermoen |
| SmartWings              | Prague-Václav-Havel En saison charter: Katowice-Pyrzowice, Varsovie-Chopin |
| Transavia               | Amsterdam, Eindhoven, Rotterdam-La Haye En saison : Groningue Eelde |
| Transavia France        | Nantes-Atlantique, Paris-Orly |
| TUI Airways             | - Birmingham, - Bournemouth, - Bristol, - Cardiff-Rhoose, - Dublin, - East Midlands, - Exeter, - Glasgow, - Londres-Gatwick, - Londres-Luton, - Manchester, - Newcastle En saison : Belfast En saison charter : Cork, Shannon |
| TUI fly Belgium         | Bruxelles-National |
| TUI fly Deutschland     | Düsseldorf, Francfort, Hanovre, Munich-F. J. Strauß, Stuttgart |
| TUI fly Netherlands     | Amsterdam, Eindhoven, Rotterdam-La Haye |
| TUI fly Nordic          | En saison charter : Göteborg, Stockholm-Arlanda |
| Volotea                 | Oviédo-Asturies En saison : - Bordeaux-Mérignac, - Lille Lesquin, - Lyon-Saint-Exupéry, - Marseille-Provence, - Nantes-Atlantique, - Strasbourg, - Toulouse-Blagnac |
| Vueling                 | - Alicante-Elche, - Barcelone-El Prat, - Bilbao, - Copenhague-Kastrup, - Malaga-Costa del Sol, - Oviédo-Asturies, - Paris-Orly, - Saint-Jacques-de-Compostelle, - Séville-San Pablo, - Valence En saison: Amsterdam, Londres-Gatwick, Palma de Majorque, Saragosse |

Édité le 31/12/2018  Actualisé le 05/05/2023

## Statistiques
Le graphique qui aurait dû être présenté ici ne peut pas être affiché car il utilise l'ancienne extension Graph, désactivée pour des questions de sécurité. Des indications pour créer un nouveau graphique avec la nouvelle extension Chart sont disponibles ici.

Voir la requête brute et les sources sur Wikidata.